# Маркин, Александр Андреевич
Алекса́ндр Андре́евич Ма́ркин (10 октября 1949, Магнитогорск — 2 сентября 1996, Санкт-Петербург) — советский футболист, нападающий. Мастер спорта (1976).

## Биография
Родился в Магнитогорске.
Армейскую службу проходил в составе хабаровского СКА из второй группы «А» в 1968—1970 годах. Следующие 4 сезона отыграл в пермской «Звезде», стал лучшим бомбардиром первой лиги в 1974 году.
В 1975 году перешел в ленинградский «Зенит». В составе «Зенита» Маркин за три года забил 26 голов в 68 матчах. В осеннем чемпионате 1976 года, забив 13 голов в 15 матчах, стал впервые в истории «Зенита» лучшим бомбардиром чемпионата, также стал первым в истории клуба игроком, забившим 4 мяча в одной игре. По итогам сезона Маркин занял 4-е место в номинации «Лучший футболист года» после Астаповского, Кипиани и Блохина, значился под № 2 в списке 33 лучших футболистов сезона.
Однако несмотря на эти достижения, Маркин не приглашался в сборную СССР, так как тренировавший её Лобановский был одновременно и тренером киевского «Динамо» и рассматривал свой клуб как базовый. Этот факт, а также последовавшие жилищные и семейные неурядицы привели к тому, что Маркин стал нарушать режим, потерял место в составе и осенью 1977 года был отчислен из команды. Следующие два сезона играл в ростовском СКА, после чего закончил карьеру.
Вернувшись в Ленинград, окончил Институт советской торговли. Работал директором вагона-ресторана. 2 сентября 1996 года погиб в результате пожара в собственной квартире, не сумев выбраться из неё, так как находился в нетрезвом состоянии.
Своего сына Эдуарда назвал в честь Э. Стрельцова.